# وارنر مدیا
رسانه وارنر یا وارنر مدیا (به انگلیسی: WarnerMedia) شرکت رسانه‌های گروهی آمریکایی چندملیتی بود، که دفتر مرکزی آن در ساختمان تایم وارنر سنتر، در شهر نیویورک مستقر بود و از شرکت‌های زیرمجموعه ای‌تی اند تی محسوب می‌شد. در آوریل ۲۰۲۲ این کورپوریشن با شرکت دیسکاوری ادغام شد و وارنر برادرز دیسکاوری را تشکیل داد.
وارنر مدیا مالک شمار بالایی شرکت تابعه، زیرمجموعه و فرعی بود، که برای نمونه می‌توان به: شرکت تایم، (ناشر بیش از ۹۶ مجله مختلف، از جمله؛ مجله تایم و مجله لایف) ترنر برادکستینگ سیستم، شبکه اچ‌بی‌او، شرکت وارنر برادرز و شبکه خبری سی‌ان‌ان اشاره نمود. شرکت رسانه وارنر پیش، تر مالک آمریکن آنلاین نیز بود.

## زیرمجموعه‌ها
شرکت رسانه وارنر شامل ۴ بخش اصلی بود؛ اچ‌بی‌او، ترنر برادکستینگ سیستم، وارنر برادرز و شرکت تایم. نخست آمریکن آنلاین نیز از مجموعه‌ها بود که سپس جدا شد. در مارس ۲۰۱۳ نیز اعلام شد که شرکت تایم هم از این مجموعه جدا خواهد شد.

### اچ‌بی‌او
اچ‌بی‌او یکی از مهم‌ترین و مشهورترین شبکه‌های تلویزیونی پولی است، که در سرتاسر جهان خدمات ارائه می‌کند. در سال ۲۰۱۳ این شبکه موفق شد بیشترین جایزه گلدن گلوب را در مقایسه با سایر شبکه‌ها دریافت کند.

### ترنر برادکستینگ سیستم
ترنر برادکستینگ سیستم در عرصه خبری جهان از معروف‌ترین‌ها است. شبکه خبری سی‌ان‌ان شاید مشهورترین نماد آن‌ها باشد. شبکه تی‌ان‌تی نیز از دیگر شبکه‌های متعلق به ترنر است.

### وارنر برادرز
وارنر برادرز در عرصه تولید و تهیه فیلم و برنامه‌های تلویزیونی فعالیت گسترده‌ای دارد.

### شرکت تایم
تایم یکی از نمادهای مشهور در عرصه جهانیست. مجله‌های مشهوری همچون مجله تایم، مجله لایف و مجله پیپل تنها ۳ نمونه از ۹۶ مجله‌ای هستند که این شرکت منتشر می‌کند.

## سی‌دابلیو
متن کامل در سی‌دابلیو

لوگوی شبکه سی‌دابلیو

در ۲۶ ژانویه ۲۰۰۶ اعلام شد که شرکت سی‌بی‌اس قصد دارد با همکاری شرکت رسانه وارنر، شبکه‌ای جدید به نام سی‌دابلیو را راه‌اندازی نماید. در ۱۸ سپتامبر همان سال، شبکه تأسیس شد و در ۲۰ سپتامبر یعنی دو روز بعد، شبکه به شکل رسمی شروع به پخش برنامه کرد. شرکت سی‌بی‌اس و شرکت رسانه وارنر هر کدام مالک ۵۰٪ از این شبکه تلویزیونی می‌باشند.

## پیوندها
- وبگاه رسمی
- پروفایل رسانه وارنر در صفحه اقتصادی یاهو